# Jagdstaffel 85
A Jagdstaffel 85, conhecida também por Jasta 85, foi um esquadra de aeronaves da Luftstreitkräfte, o braço aéreo das forças armadas alemãs durante a Primeira Guerra Mundial. Esta esquadra nunca ficou operacional, devido ao cessar da guerra.